# Рікардо Гомес
Рікардо Гомес (порт. Ricardo Gomes, нар. 13 грудня 1964, Ріо-де-Жанейро) — бразильський футболіст, що грав на позиції захисника. По завершенні ігрової кар'єри — футбольний тренер. Наразі очолює тренерський штаб команди «Ботафогу».
Виступав за клуби «Флуміненсе», «Бенфіка» та «Парі Сен-Жермен», а також національну збірну Бразилії. Як гравець ставав чемпіоном трьох країн, в яких виступав — Бразилії, Португалії (двічі) і Франції. Крім того, Гомес став триразовим переможцем Ліги Каріока, дворазовим володарем Кубка Франції, а також володарем Кубка французької ліги та Кубка Португалії.
На посаді тренера Гомес став володарем Кубка Франції, Кубка французької ліги та Кубка Бразилії.

## Клубна кар'єра
У дорослому футболі дебютував 1982 року виступами за команду клубу «Флуміненсе», в якій провів шість сезонів, взявши участь у 50 матчах чемпіонату. Рікардо був частиною легендарної команди «Флуміненсе» 1980-х років, яка виграла чемпіонат Бразилії 1984 — титул, який залишається досі єдиним для «трикольорових». Крім того тричі поспіль з командою ставав чемпіоном штату.
Своєю грою за цю команду привернув увагу представників тренерського штабу португальської«Бенфіки», до складу якої приєднався 1988 року. Відіграв за лісабонський клуб наступні три сезони своєї ігрової кар'єри. Більшість часу, проведеного у складі «Бенфіки», був основним гравцем захисту команди. За цей час двічі виборював титул чемпіона Португалії, а також до фіналу Кубка європейських чемпіонів.
1991 року уклав контракт з французьким «Парі Сен-Жерменом», у складі якого провів наступні чотири роки своєї кар'єри гравця. Граючи у складі «Парі Сен-Жермен» також здебільшого виходив на поле в основному складі команди і ставав чемпіоном країни, а також володарем національного кубку (двічі) та кубку ліги.
Завершив професійну ігрову кар'єру у «Бенфіці», у складі якої вже виступав раніше. Вдруге Гомес прийшов до команди влітку 1995 року і захищав її кольори протягом одного сезону, вигравши з командою Кубок Португалії.

## Виступи за збірну
1984 року дебютував в офіційних матчах у складі національної збірної Бразилії.
У складі збірної був учасником розіграшу Кубка Америки 1987 року в Аргентині, а також домашнього розіграшу Кубка Америки 1989 року, здобувши того року титул континентального чемпіона. Наступного року Гомес потрапив у заявку збірної на чемпіонат світу 1990 року в Італії, де зіграв в усіх матчах. Гомес також був обраний як капітан на чемпіонат світу 1994 року, але в останній момент був виключений з заявки через травму.
Крім того Гомес став срібним призером Олімпійських ігор 1988 року в Сеулі.

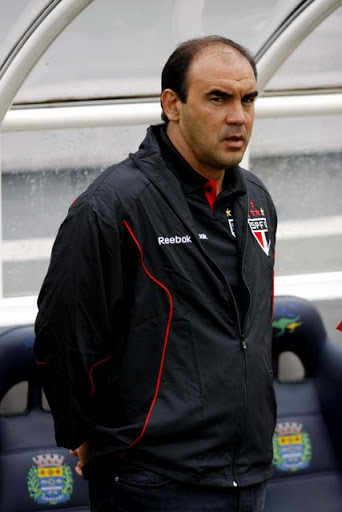
Рікардо Гомес під час роботи з «Сан-Паулу». 2010 рік.

Протягом кар'єри у національній команді, яка тривала 11 років, провів у формі головної команди країни 45 матчів, забивши 4 голи.

## Кар'єра тренера
Розпочав тренерську кар'єру відразу ж по завершенні кар'єри гравця, 1996 року, очоливши тренерський штаб клубу «Парі Сен-Жермен». З парижанами у сезоні 1994/95 Гомес виграв Кубок Франції та Кубок французької ліги, після чого повернувся на батьківщину, де тренував клуби «Віторія» (Салвадор), «Спорт Ресіфі», «Гуарані» (Кампінас), «Корітіба», «Жувентуде», «Флуміненсе» та «Фламенго».
У 2002—2004 роках Рікардо Гомес очолював Олімпійську збірну Бразилії, з якою дійшов до фіналу розіграшу Золотого кубка КОНКАКАФ 2003 року у США та Мексиці, куди Бразилія була запрошена як гість.
2005 року Гомес повернувся до Франції, де очолив «Бордо», з яким 2007 року вдруге у своїй тренерській кар'єрі здобув Кубок французької ліги, після чого ще два роки працював з «Монако».
2009 року став головним тренером «Сан-Паулу», після чого працював з «Васко да Гама», разом з яким став володарем Кубка Бразилії у 2011 році. Під час матчу між «Васко да Гама» і «Фламенго», 28 серпня 2011 року Рікардо заробив геморагічний інсульт і змушений був припинити тренерську кар'єру.
22 липня 2015 року Рікардо Гомес повернувся до роботи після майже чотирирічної перерви і прийняв запрошення тренувати «Ботафогу». Вже за підсумками сезону 2015 року «Ботафогу» під його керівництвом виграло Серію Б і вийшло до елітного бразильського дивізіону.

## Статистика
| Чемпіонат  | Чемпіонат         | Чемпіонат     | Ліга | Ліга |
| Сезон      | Клуб              | Ліга          | Ігри | Голи |
| Бразилія   | Бразилія          | Бразилія      | Ліга | Ліга |
| ---------- | ----------------- | ------------- | ---- | ---- |
| 1983       | «Флуміненсе»      | Серія A       | 0    | 0    |
| 1984       | «Флуміненсе»      | Серія A       | 19   | 0    |
| 1985       | «Флуміненсе»      | Серія A       | 0    | 0    |
| 1986       | «Флуміненсе»      | Серія A       | 21   | 3    |
| 1987       | «Флуміненсе»      | Серія A       | 10   | 0    |
| 1988       | «Флуміненсе»      | Серія A       | 0    | 0    |
| Португалія | Португалія        | Португалія    | Ліга | Ліга |
| 1988-89    | «Бенфіка»         | Прімейра-Ліга | 31   | 8    |
| 1989-90    | «Бенфіка»         | Прімейра-Ліга | 16   | 2    |
| 1990-91    | «Бенфіка»         | Прімейра-Ліга | 36   | 9    |
| Франція    | Франція           | Франція       | Ліга | Ліга |
| 1991-92    | «Парі Сен-Жермен» | Дивізіон 1    | 37   | 2    |
| 1992-93    | «Парі Сен-Жермен» | Дивізіон 1    | 36   | 5    |
| 1993-94    | «Парі Сен-Жермен» | Дивізіон 1    | 26   | 2    |
| 1994-95    | «Парі Сен-Жермен» | Дивізіон 1    | 16   | 2    |
| Португалія | Португалія        | Португалія    | Ліга | Ліга |
| 1995-96    | «Бенфіка»         | Прімейра-Ліга | 17   | 4    |
| Країна     | Бразилія          | Бразилія      | 50   | 3    |
| Країна     | Португалія        | Португалія    | 100  | 23   |
| Країна     | Франція           | Франція       | 115  | 11   |
| Всього     | Всього            | Всього        | 265  | 37   |

| Збірна Бразилії | Збірна Бразилії | Збірна Бразилії |
| Роки            | Ігри            | Голи            |
| --------------- | --------------- | --------------- |
| 1984            | 1               | 0               |
| 1985            | 0               | 0               |
| 1986            | 0               | 0               |
| 1987            | 5               | 0               |
| 1988            | 5               | 0               |
| 1989            | 15              | 1               |
| 1990            | 7               | 0               |
| 1991            | 0               | 0               |
| 1992            | 2               | 0               |
| 1993            | 6               | 3               |
| 1994            | 4               | 0               |
| Всього          | 45              | 4               |

## Титули і досягнення
| - Чемпіон Бразилії (1): «Флуміненсе»: 1984 - Переможець Ліги Каріока (3): «Флуміненсе»: 1983, 1984, 1985 - Срібний олімпійський призер: 1988 - Чемпіон Португалії (2): «Бенфіка»: 1988-89, 1990-91 - Володар Кубка Португалії (1): «Бенфіка»: 1995-96 - Чемпіон Франції (1): «Парі Сен-Жермен»: 1993-94 - Володар Кубка Франції (1): «Парі Сен-Жермен»: 1992-93 - Володар Кубка французької ліги (1): «Парі Сен-Жермен»: 1994-95 Збірні - Переможець Панамериканських ігор: 1987 - Переможець Кубка Америки: 1989 | - Володар Кубка французької ліги (2): «Парі Сен-Жермен»: 1997-98 «Бордо»: 2006-07 - Володар Кубка Франції (1): «Парі Сен-Жермен»: 1997-98 - Переможець Ліги Баїяно (1): «Флуміненсе»: 1999 - Срібний призер Золотого кубка КОНКАКАФ (1): Бразилія: 2003 - Володар Кубка Бразилії (1): «Васко да Гама»: 2011 |